# Mergo
Mergo es una localidad y comune italiana de la provincia de Ancona, región de las Marcas, con 1111 habitantes.

## Evolución demográfica
| Gráfica de evolución demográfica de Mergo entre 1861 y 2001 |
|                                                             |
| Fuente ISTAT - elaboración gráfica de Wikipedia             |